# SN 1999cx
SN 1999cx – supernowa odkryta 14 maja 1999 roku w galaktyce A120749-2000. W momencie odkrycia miała maksymalną jasność 18,50m.